# Davisov pokal 2004
Davisov pokal 2004 je bil triindevetdeseti teniški turnir Davisov pokal.

## Izidi

### Svetovna skupina
| Sodelujoče reprezentance | Sodelujoče reprezentance | Sodelujoče reprezentance | Sodelujoče reprezentance |
| Argentina                | Avstralija               | Avstrija                 | Belorusija               |
| 30                       | Češka                    | Hrvaška                  | Francija                 |
| Maroko                   | Nizozemska               | Romunija                 | Rusija                   |
| Španija                  | Švedska                  | Švica                    | 30                       |
| ------------------------ | ------------------------ | ------------------------ | ------------------------ |

|  | Prvi krog 6.-8. februar                 | Prvi krog 6.-8. februar            | Prvi krog 6.-8. februar     |                                   |            | Četrtfinale 9.-11. april | Četrtfinale 9.-11. april        | Četrtfinale 9.-11. april |   |   | Polfinale 24.-26. september | Polfinale 24.-26. september      | Polfinale 24.-26. september |   |  | Finale 3.-5. december | Finale 3.-5. december | Finale 3.-5. december |
|  |                                         |                                    |                             |                                   |            |                          |                                 |                          |   |   |                             |                                  |                             |   |  |                       |                       |                       |
|  | Adelaide, Avstralija (trda pod.)        |                                    |                             |                                   |            |                          |                                 |                          |   |   |                             |                                  |                             |   |  |                       |                       |                       |
|  | 1                                       | Avstralija                         | 1                           |                                   |            |                          |                                 |                          |   |   |                             |                                  |                             |   |  |                       |                       |                       |
|  | 1                                       | Avstralija                         | 1                           | Delray Beach, FL, ZDA (trda pod.) |            |                          |                                 |                          |   |   |                             |                                  |                             |   |  |                       |                       |                       |
|  |                                         | Švedska                            | 4                           |                                   |            |                          |                                 |                          |   |   |                             |                                  |                             |   |  |                       |                       |                       |
|  |                                         | Švedska                            | 4                           |                                   | Švedska    | 1                        |                                 |                          |   |   |                             |                                  |                             |   |  |                       |                       |                       |
|  | Uncasville, CT, ZDA (dvorana trda pod.) |                                    |                             |                                   | Švedska    | 1                        |                                 |                          |   |   |                             |                                  |                             |   |  |                       |                       |                       |
|  |                                         | 7                                  | ZDA                         | 4                                 |            |                          |                                 |                          |   |   |                             |                                  |                             |   |  |                       |                       |                       |
|  | 7                                       | 7                                  | ZDA                         | 4                                 | ZDA        | 5                        |                                 |                          |   |   |                             |                                  |                             |   |  |                       |                       |                       |
|  | 7                                       |                                    |                             |                                   | ZDA        | 5                        | Charleston, SC, ZDA (trda pod.) |                          |   |   |                             |                                  |                             |   |  |                       |                       |                       |
|  |                                         | Avstrija                           | 0                           |                                   |            |                          |                                 |                          |   |   |                             |                                  |                             |   |  |                       |                       |                       |
|  |                                         |                                    |                             |                                   |            |                          | 7                               | ZDA                      | 4 |   |                             |                                  |                             |   |  |                       |                       |                       |
|  | Minsk, Belorusija (dvorana)             |                                    |                             |                                   |            |                          | 7                               | ZDA                      | 4 |   |                             |                                  |                             |   |  |                       |                       |                       |
|  |                                         |                                    | Belorusija                  | 0                                 |            |                          |                                 |                          |   |   |                             |                                  |                             |   |  |                       |                       |                       |
|  | 4                                       | Rusija                             | Belorusija                  | 0                                 | 2          |                          |                                 |                          |   |   |                             |                                  |                             |   |  |                       |                       |                       |
|  | 4                                       | Rusija                             | Minsk, Belorusija (dvorana) |                                   | 2          |                          |                                 |                          |   |   |                             |                                  |                             |   |  |                       |                       |                       |
|  |                                         | Belorusija                         | 3                           |                                   |            |                          |                                 |                          |   |   |                             |                                  |                             |   |  |                       |                       |                       |
|  |                                         | Belorusija                         | 3                           |                                   | Belorusija | 5                        |                                 |                          |   |   |                             |                                  |                             |   |  |                       |                       |                       |
|  | Agadir, Maroko (dvorana trda pod.)      |                                    |                             |                                   | Belorusija | 5                        |                                 |                          |   |   |                             |                                  |                             |   |  |                       |                       |                       |
|  |                                         | 5                                  | Argentina                   | 0                                 |            |                          |                                 |                          |   |   |                             |                                  |                             |   |  |                       |                       |                       |
|  | 5                                       | 5                                  | Argentina                   | 0                                 | Argentina  | 5                        |                                 |                          |   |   |                             |                                  |                             |   |  |                       |                       |                       |
|  | 5                                       |                                    |                             |                                   | Argentina  | 5                        |                                 |                          |   |   |                             | Seville, Španija (dvorana pesek) |                             |   |  |                       |                       |                       |
|  |                                         | Maroko                             | 0                           |                                   |            |                          |                                 |                          |   |   |                             |                                  |                             |   |  |                       |                       |                       |
|  |                                         |                                    |                             |                                   |            |                          |                                 |                          |   |   |                             | 7                                | ZDA                         | 2 |  |                       |                       |                       |
|  | Bukarešta, Romunija (dvorana pesek)     |                                    |                             |                                   |            |                          |                                 |                          |   |   |                             | 7                                | ZDA                         | 2 |  |                       |                       |                       |
|  |                                         | 2                                  | Španija                     | 3                                 |            |                          |                                 |                          |   |   |                             |                                  |                             |   |  |                       |                       |                       |
|  |                                         | 2                                  | Španija                     | 3                                 | Romunija   | 2                        |                                 |                          |   |   |                             |                                  |                             |   |  |                       |                       |                       |
|  |                                         | Prilly, Švica (dvorana trda pod.)  |                             |                                   | Romunija   | 2                        |                                 |                          |   |   |                             |                                  |                             |   |  |                       |                       |                       |
|  | 6                                       | Švica                              | 3                           |                                   |            |                          |                                 |                          |   |   |                             |                                  |                             |   |  |                       |                       |                       |
|  | 6                                       | Švica                              | 3                           |                                   | 6          | Švica                    | 2                               |                          |   |   |                             |                                  |                             |   |  |                       |                       |                       |
|  | Metz, Francija (dvorana pesek)          |                                    |                             |                                   | 6          | Švica                    | 2                               |                          |   |   |                             |                                  |                             |   |  |                       |                       |                       |
|  |                                         | 3                                  | Francija                    | 3                                 |            |                          |                                 |                          |   |   |                             |                                  |                             |   |  |                       |                       |                       |
|  |                                         | 3                                  | Francija                    | 3                                 | Hrvaška    | 1                        |                                 |                          |   |   |                             |                                  |                             |   |  |                       |                       |                       |
|  |                                         |                                    |                             |                                   | Hrvaška    | 1                        | Alicante, Španija (pesek)       |                          |   |   |                             |                                  |                             |   |  |                       |                       |                       |
|  | 3                                       | Francija                           | 4                           |                                   |            |                          |                                 |                          |   |   |                             |                                  |                             |   |  |                       |                       |                       |
|  | 3                                       | Francija                           | 4                           |                                   |            |                          |                                 |                          |   | 3 | Francija                    | 1                                |                             |   |  |                       |                       |                       |
|  | Maastricht, Nizozemska (dvorana pesek)  |                                    |                             |                                   |            |                          |                                 |                          |   | 3 | Francija                    | 1                                |                             |   |  |                       |                       |                       |
|  |                                         | 2                                  | Španija                     | 4                                 |            |                          |                                 |                          |   |   |                             |                                  |                             |   |  |                       |                       |                       |
|  |                                         | 2                                  | Španija                     | 4                                 | Kanada     | 1                        |                                 |                          |   |   |                             |                                  |                             |   |  |                       |                       |                       |
|  |                                         | Palma de Mallorca, Španija (pesek) |                             |                                   | Kanada     | 1                        |                                 |                          |   |   |                             |                                  |                             |   |  |                       |                       |                       |
|  | 8                                       | Nizozemska                         | 4                           |                                   |            |                          |                                 |                          |   |   |                             |                                  |                             |   |  |                       |                       |                       |
|  | 8                                       | Nizozemska                         | 4                           |                                   | 8          | Nizozemska               | 1                               |                          |   |   |                             |                                  |                             |   |  |                       |                       |                       |
|  | Brno, Češka (dvorana)                   |                                    |                             |                                   | 8          | Nizozemska               | 1                               |                          |   |   |                             |                                  |                             |   |  |                       |                       |                       |
|  |                                         | 2                                  | Španija                     | 4                                 |            |                          |                                 |                          |   |   |                             |                                  |                             |   |  |                       |                       |                       |
|  |                                         | 2                                  | Španija                     | 4                                 | Češka      | 2                        |                                 |                          |   |   |                             |                                  |                             |   |  |                       |                       |                       |
|  |                                         |                                    |                             |                                   | Češka      | 2                        |                                 |                          |   |   |                             |                                  |                             |   |  |                       |                       |                       |
|  | 2                                       | Španija                            | 3                           |                                   |            |                          |                                 |                          |   |   |                             |                                  |                             |   |  |                       |                       |                       |

#### Finale
| Estadio Olímpico, Seville, Španija 3. december - 5. december 2004 dvorana pesek |                                   |                                                            |      |                     |      |     |   |  |
| \| \| \| \| 1 \| 2 \| 3 \| 4 \| 5 \| \| \| - \| \| ---------------------------------------------------------- \| ---- \| ------------------- \| ---- \| --- \| - \| \| \| 1 \| \| Carlos Moyà Mardy Fish \| 6 4 \| 6 2 \| 6 3 \| \| \| \| \| 2 \| \| Rafael Nadal Andy Roddick \| 6 7 \| 6 2 \| 7 66 \| 6 2 \| \| \| \| 3 \| \| Juan Carlos Ferrero / Tommy Robredo Bob Bryan / Mike Bryan \| 0 6 \| 3 6 \| 2 6 \| \| \| \| \| 4 \| \| Carlos Moyà Andy Roddick \| 6 2 \| 7 60.99999999999998 \| 7 65 \| \| \| \| \| 5 \| \| Tommy Robredo Mardy Fish \| 68 7 \| 2 6 \| \| \| \| \| |                                   |                                                            |      |                     |      |     |   |  |
| |                                   |                                                            | 1    | 2                   | 3    | 4   | 5 |  |
| 1 | Španija · Združene države Amerike | Carlos Moyà Mardy Fish                                     | 6 4  | 6 2                 | 6 3  |     |   |  |
| 2 | Španija · Združene države Amerike | Rafael Nadal Andy Roddick                                  | 6 7  | 6 2                 | 7 66 | 6 2 |   |  |
| 3 | Španija · Združene države Amerike | Juan Carlos Ferrero / Tommy Robredo Bob Bryan / Mike Bryan | 0 6  | 3 6                 | 2 6  |     |   |  |
| 4 | Španija · Združene države Amerike | Carlos Moyà Andy Roddick                                   | 6 2  | 7 60.99999999999998 | 7 65 |     |   |  |
| 5 | Španija · Združene države Amerike | Tommy Robredo Mardy Fish                                   | 68 7 | 2 6                 |      |     |   |  |

#### Boj za obstanek
Datum: 24.-26. september
| Prizorišče                               | Zmagovalec | Rezultat | Poraženec           |
| ---------------------------------------- | ---------- | -------- | ------------------- |
| Perth, Avstralija (trava)                | Avstralija | 4-1      | Maroko              |
| Viña del Mar, Čile (pesek)               | Čile       | 5-0      | Japonska            |
| Reka, Hrvaška (dvorana)                  | Hrvaška    | 3-2      | Belgija             |
| Lambaré, Paragvaj (pesek)                | Češka      | 5-0      | Paragvaj            |
| Bratislava, Slovaška (dvorana trda pod.) | Slovaška   | 3-2      | Nemčija             |
| Pörtschach, Avstrija (pesek)             | Avstrija   | 3-2      | Združeno kraljestvo |
| Bukarešta, Romunija (pesek)              | Romunija   | 4-1      | Kanada              |
| Moskva, Rusija (dvorana pesek)           | Rusija     | 5-0      | Tajska              |

### Ameriški del

#### Skupina I
| Sodelujoče reprezentance | Sodelujoče reprezentance | Sodelujoče reprezentance | Sodelujoče reprezentance |
| Brazilija                | Čile                     | Ekvador                  |                          |
| Paragvaj                 | Peru                     | Venezuela                |                          |
| ------------------------ | ------------------------ | ------------------------ | ------------------------ |

#### Skupina II
| Sodelujoče reprezentance | Sodelujoče reprezentance | Sodelujoče reprezentance | Sodelujoče reprezentance |
| Bahami                   | Kuba                     | Dominikanska republika   | Haiti                    |
| Jamajka                  | Mehika                   | Portoriko                | Urugvaj                  |
| ------------------------ | ------------------------ | ------------------------ | ------------------------ |

#### Skupina III
| Sodelujoče reprezentance | Sodelujoče reprezentance | Sodelujoče reprezentance | Sodelujoče reprezentance |
| Bolivija                 | Kolumbija                | Salvador                 | Honduras                 |
| Nizozemski Antili        | Trinidad in Tobago       | Panama                   | Ameriški Deviški otoki   |
| ------------------------ | ------------------------ | ------------------------ | ------------------------ |

#### Skupina IV
| Sodelujoče reprezentance | Sodelujoče reprezentance | Sodelujoče reprezentance | Sodelujoče reprezentance |
| Barbados                 | Bermudi                  | Kostarika                |                          |
| Vzhodni Karibi           | Gvatemala                | Sveta Lucija             |                          |
| ------------------------ | ------------------------ | ------------------------ | ------------------------ |

### Azijski in Oceanijski del

#### Skupina I
| Sodelujoče reprezentance | Sodelujoče reprezentance | Sodelujoče reprezentance | Sodelujoče reprezentance |
| Tajvan                   | Indija                   | Indonezija               | Japonska                 |
| Nova Zelandija           | Pakistan                 | Tajska                   | Uzbekistan               |
| ------------------------ | ------------------------ | ------------------------ | ------------------------ |

#### Skupina II
| Sodelujoče reprezentance   | Sodelujoče reprezentance | Sodelujoče reprezentance | Sodelujoče reprezentance |
| Ljudska republika Kitajska | Hongkong                 | Iran                     | Kuvajt                   |
| Libanon                    | Malezija                 | Filipini                 | Južna Koreja             |
| -------------------------- | ------------------------ | ------------------------ | ------------------------ |

#### Skupina III
| Sodelujoče reprezentance | Sodelujoče reprezentance | Sodelujoče reprezentance | Sodelujoče reprezentance |
| Bahrajn                  | Oman                     | Kazahstan                | Pacifiška Oceanija       |
| Katar                    | Sirija                   | Tadžikistan              | Vietnam                  |
| ------------------------ | ------------------------ | ------------------------ | ------------------------ |

#### Skupina IV
| Sodelujoče reprezentance | Sodelujoče reprezentance | Sodelujoče reprezentance | Sodelujoče reprezentance |
| Bangladeš                | Bahrajn                  | Irak                     | Jordanija                |
| Kirgizistan              | Mjanmar                  | Saudova Arabija          | Singapur                 |
| Šrilanka                 | Turkmenistan             | Združeni arabski emirati |                          |
| ------------------------ | ------------------------ | ------------------------ | ------------------------ |

### Evropski in Afriški del

#### Skupina I
| Sodelujoče reprezentance | Sodelujoče reprezentance | Sodelujoče reprezentance | Sodelujoče reprezentance |
| Belgija                  | Finska                   | Nemčija                  | Združeno kraljestvo      |
| Grčija                   | Izrael                   | Luksemburg               | Slovaška                 |
| Južna Afrika             | Zimbabve                 |                          |                          |
| ------------------------ | ------------------------ | ------------------------ | ------------------------ |

#### Skupina II
| Sodelujoče reprezentance | Sodelujoče reprezentance | Sodelujoče reprezentance | Sodelujoče reprezentance |
| Alžirija                 | Bolgarija                | Danska                   | Egipt                    |
| Gruzija                  | Madžarska                | Irska                    | Italija                  |
| Latvija                  | Norveška                 | Poljska                  | Portugalska              |
| Srbija in Črna gora      | Slovenija                | Tunizija                 | Ukrajina                 |
| ------------------------ | ------------------------ | ------------------------ | ------------------------ |

#### Skupina III

##### Prizorišče I
| Sodelujoče reprezentance | Sodelujoče reprezentance | Sodelujoče reprezentance | Sodelujoče reprezentance |
| Slonokoščena obala       | Gana                     | Kenija                   |                          |
| Madagaskar               | Namibija                 | Turčija                  |                          |
| ------------------------ | ------------------------ | ------------------------ | ------------------------ |

##### Prizorišče II
| Sodelujoče reprezentance | Sodelujoče reprezentance | Sodelujoče reprezentance | Sodelujoče reprezentance |
| Andora                   | Ciper                    | Estonija                 | Islandija                |
| Litva                    | Severna Makedonija       | Monako                   |                          |
| ------------------------ | ------------------------ | ------------------------ | ------------------------ |

#### Skupina IV

##### Prizorišče I
| Sodelujoče reprezentance | Sodelujoče reprezentance | Sodelujoče reprezentance | Sodelujoče reprezentance |
| Gabon                    | Mali                     | Nigerija                 |                          |
| San Marino               | Senegal                  |                          |                          |
| ------------------------ | ------------------------ | ------------------------ | ------------------------ |

##### Prizorišče II
| Sodelujoče reprezentance | Sodelujoče reprezentance | Sodelujoče reprezentance | Sodelujoče reprezentance |
| Armenija                 | Bosna in Hercegovina     | Bocvana                  | Malta                    |
| Mavricij                 | Moldavija                | Ruanda                   | Uganda                   |
| ------------------------ | ------------------------ | ------------------------ | ------------------------ |